# Archidiocèse grec-orthodoxe de Byblos et de Batroun
L'archidiocèse grec-orthodoxe de Byblos et de Batroun (en arabe : مطرانية جبيل والبترون للروم الأرثوذكس) est une circonscription de l'Église orthodoxe d'Antioche. Il a son siège à Broummana.

## Métropolites
- Paul Abou Adal (بولس أيو عضل),  de 31 janvier 1902-19 novembre 1929 (premier évêque de l'Archidiocèse nouvellement créé.
- Iliyya Karam,
- Georges Khodr, de 1970 à 2018
- Silouane Moussi, depuis 2018